# El silencio del río
El silencio del río es una película dramática colombiana coproducida junto con Francia y Uruguay y estrenada el 5 de abril de 2019. Dirigida por Carlos Tribiño Mamby en su debut, la película fue protagonizada por Jhonny Forero Gómez, Hernán Méndez, Alberto Cardeño, Victoria Hernández, Beatriz Amanda Ramírez y Primo Rojas. Ha obtenido varios premios y reconocimientos, entre los que destacan un premio a mejor película de ficción en la edición 55 del Festival Internacional de Cine de Cartagena, un premio en la misma categoría en el Festival de Cine Colombiano en Nueva York y el premio Amnistía Internacional en el Festival Internacional de Cine de Praga.

## Sinopsis
La película relata dos historias, la de Anselmo, un niño huérfano de padre y la de Epifanio, un campesino humilde amenazado y desplazado por la violencia. Ambas historias se encuentran en relación con un río, donde son arrojadas las inocentes víctimas de una guerra sin sentido.

## Reparto
- Alberto Cardeño es Alcides.
- Jhonny Forero es Anselmo.
- Victoria Hernández es Blanca.
- Hernán Méndez es Epifanio.

## Recepción
La película ha sido bien recibida por la crítica especializada. Oswaldo Osorio del diario El Colombiano la comparó con la película clásica del cine colombiano El río de las tumbas de 1964, asegurando: "Este río de las tumbas del siglo XXI fue creado con sensibilidad e inteligencia, planteando una narrativa alineada con el cine de autor de nuestros tiempos, donde lo evidente da paso a lo sugerido y el relato busca su propia poética, desatendiendo las exigencias de la narrativa clásica y diciendo lo tal vez muchas veces dicho de una manera diferente, con lo cual puede ser revelador de una forma distinta".